# هاندروپ
هاندروپ (به آلمانی: Handrup) یک شهر در آلمان است که در Lengerich واقع شده‌است. هاندروپ ۸۸۷ نفر جمعیت دارد.